# لینکلن پلامر
لینکلن پلامر (انگلیسی: Lincoln Plumer؛ ‏ ۲۸ سپتامبر ۱۸۷۵ – ۱۴ فوریهٔ ۱۹۲۸) بازیگر اهل ایالات متحده آمریکا بود.
از فیلم‌هایی که وی در آن نقش داشته‌است، می‌توان به ارغوانی تیره، برادر کوچولو و حالا یکی هم من بگم اشاره کرد.